# Homoporus flaviventris
Homoporus flaviventris är en stekelart som först beskrevs av Girault 1915.  Homoporus flaviventris ingår i släktet Homoporus och familjen puppglanssteklar. Inga underarter finns listade i Catalogue of Life.